# Џонатан Мотли
Џонатан Ландус Мотли (енгл. Johnathan Landus Motley; Хјустон, Тексас, 4. мај 1995)  амерички је кошаркаш. Игра на позицијама крилног центра и центра, а тренутно наступа за Хапоел из Тел Авива.
Играо је колеџ кошарку за Бејлор берсе и био је члан другог Ол-американ тима као јуниор.

## Успеси

### Клупски
- Фенербахче :
  - Првенство Турске (1): 2023/24.
  - Куп Турске (1): 2024.

- Хапоел Тел Авив :
  - Еврокуп (1): 2024/25.

### Појединачни
- Најкориснији играч финала Еврокупа (1): 2024/25.
- Идеални тим Еврокупа — прва постава (1): 2024/25.

## Галерија
- Мотли у дресу Бејлора, 2017. године